# Hicham Acheffay
Hicham Acheffay (Amsterdam, 10 augustus 2000) is een Nederlands-Marokkaans voetballer die doorgaans als aanvaller voor FC Den Bosch speelt.

## Carrière
Hicham Acheffay speelde in de jeugd van AVV Zeeburgia, AFC Ajax, wederom Zeeburgia, FC Volendam en SBV Vitesse. Van 2017 tot 2019 was hij actief bij Jong Vitesse, het tweede elftal van deze club. In het seizoen 2016/17 degradeerde hij met dit team vanuit de Tweede divisie naar de Derde divisie zondag, om na een seizoen als kampioen weer terug te promoveren. Na het seizoen 2018/19 werd Jong Vitesse uit de voetbalpiramide gehaald en in de zomer van 2019 maakte de transfervrije Acheffay de overstap naar Jong FC Utrecht waar hij een contract tekende tot juli 2022, met een optie voor een extra jaar. Bij het beloftenelftal van de Domstedelingen debuteerde hij ook in het betaald voetbal. Dit gebeurde op 10 augustus 2019, in een met 2-0 verloren uitwedstrijd in de Eerste divisie tegen Excelsior. Hij kwam in de zevenenzeventigste minuut in het veld voor Eros Maddy.
Anderhalf jaar later verkaste Acheffay naar Grasshopper Club Zürich, de 27-voudig landskampioen van Zwitserland die in 2019 was gedegradeerd naar het tweede niveau. Op 20 januari 2021 tekende hij daar een contract tot juli 2022. Met Grasshopper vierde hij weliswaar het kampioenschap van de Challenge League, maar zijn bijdrage daarin was met twee korte invalbeurten slechts zeer beperkt. Acheffay's contract werd voortijdig ontbonden en de transfervrije aanvaller dook op 28 juni 2021 op bij VVV-Venlo, waar hij aansloot om mee te trainen. Die proefperiode resulteerde niet in een verbintenis. Vervolgens kwam de aanvaller met De Graafschap wel tot overeenstemming. Hij tekende daar een contract voor twee jaar met een optie voor nog een jaar. In de winterstop van het seizoen 2022-2023 werd het contract ontbonden en kon hij op zoek naar een nieuwe club. Op 26 januari 2023 tekende hij een contract voor een half seizoen bij PEC Zwolle.
Op 13 juni 2024, na een jaar clubloos te zijn geweest, tekende Acheffay voor twee seizoenen bij FC Den Bosch. Daar werd hij herenigd met technisch directeur Bernard Schuiteman, met wie hij eerder samenwerkte bij Grasshopper Club Zürich. Tijdens zijn eerste wedstrijd voor FC Den Bosch, uit bij FC Eindhoven (2-0), startte hij in de basis. Acheffay werd in de eenenzeventigste minuut vervangen door Ilias Boumassaoudi. Een week later, op 16 augustus 2024, scoorde Acheffay in de vijfentachtigste minuut zijn eerste treffer voor de Bosschenaren, de 6-0 tegen Jong AZ. De aanvaller was pas drie minuten daarvoor ingevallen voor Byron Burgering.

## Carrièrestatistieken
| Seizoen         | Club                    | Land            | Competitie       | Competitie | Competitie | Beker | Beker | Internationaal | Internationaal | Overig | Overig | Totaal | Totaal |
| Seizoen         | Club                    | Land            | Competitie       | Wed.       | Dlp.       | Wed.  | Dlp.  | Wed.           | Dlp.           | Wed.   | Dlp.   | Wed.   | Dlp.   |
| --------------- | ----------------------- | --------------- | ---------------- | ---------- | ---------- | ----- | ----- | -------------- | -------------- | ------ | ------ | ------ | ------ |
| 2016/17         | Jong Vitesse            | Nederland       | Tweede divisie   | 6          | 2          | –     | –     | –              | –              | –      | –      | 6      | 2      |
| 2017/18         | Jong Vitesse            | Nederland       | Derde divisie    | 1          | 0          | –     | –     | –              | –              | –      | –      | 1      | 0      |
| 2018/19         | Jong Vitesse            | Nederland       | Tweede divisie   | 32         | 10         | –     | –     | –              | –              | –      | –      | 32     | 10     |
| 2018/19         | Vitesse                 | Nederland       | Eredivisie       | 0          | 0          | 0     | 0     | –              | –              | –      | –      | 0      | 0      |
| 2019/20         | Jong FC Utrecht         | Nederland       | Eerste divisie   | 27         | 6          | –     | –     | –              | –              | –      | –      | 27     | 6      |
| 2020/21         | Jong FC Utrecht         | Nederland       | Eerste divisie   | 19         | 4          | –     | –     | –              | –              | –      | –      | 19     | 4      |
| 2020/21         | Grasshopper Club Zürich | Zwitserland     | Challenge League | 2          | 0          | 1     | 0     | –              | –              | 0      | 0      | 3      | 0      |
| 2021/22         | De Graafschap           | Nederland       | Eerste divisie   | 25         | 0          | 1     | 0     | –              | –              | 0      | 0      | 26     | 0      |
| 2022/23         | De Graafschap           | Nederland       | Eerste divisie   | 9          | 2          | 1     | 0     | –              | –              | 0      | 0      | 10     | 2      |
| 2022/23         | PEC Zwolle              | Nederland       | Eerste divisie   | 5          | 0          | 0     | 0     | –              | –              | 0      | 0      | 5      | 0      |
| 2024/25         | FC Den Bosch            | Nederland       | Eerste divisie   | 37         | 2          | 1     | 0     | –              | –              | 4      | 0      | 42     | 2      |
| Carrière totaal | Carrière totaal         | Carrière totaal | Carrière totaal  | 163        | 26         | 4     | 0     | 0              | 0              | 4      | 0      | 171    | 26     |

## Erelijst
Jong Vitesse
| Nationaal     |    |         |
| Derde divisie | 1x | 2017/18 |